# Поронкусема
Поронкусема (фин. poronkusema) — старинная финская единица измерения расстояний: расстояние, которое может пройти северный олень, не помочившись.
Северный олень играл важную роль в экономике и быту саамов и других жителей северной Финляндии, выступая, в частности, в роли основного транспортного средства. В силу физиологических особенностей олень не может мочиться на бегу, и хотя потребности северного оленя в мочеиспускании невелики, но если животное не удовлетворяет их и мочевой пузырь переполняется, то это грозит ему серьёзными проблемами со здоровьем. В связи с этим непрерывный путь оленя не может превышать 7,5 километров (по другим данным — 6 миль, то есть около 9,5 километров).
До XVI века в традиционной финской системе единиц длины поронкусема была второй по величине после пяйвяматки (фин. päivämatka) — примерного дневного пути оленьей упряжки (около 20 км); более мелкие единицы длины включали пенинкулму (фин. peninkulma) — расстояние, на котором слышен лай собаки при тихой погоде (около 5,5 км), версту, кивенхейтто (фин. kivenheitto) — расстояние, на которое можно бросить камень (около 50 м), и далее ряд мелких единиц, привязанных к частям человеческого тела.
Сегодня используется для описания чего-то, что находится на неопределённом расстоянии.